# Palovaara (kulle i Finland, Lappland, Östra Lappland)
Palovaara är en kulle i Finland.   Den ligger i den ekonomiska regionen  Östra Lapplands ekonomiska region  och landskapet Lappland, i den norra delen av landet, 800 km norr om huvudstaden Helsingfors. Toppen på Palovaara är 350 meter över havet.
Terrängen runt Palovaara är huvudsakligen platt, men åt sydväst är den kuperad.  Trakten runt Palovaara är nära nog obefolkad, med mindre än två invånare per kvadratkilometer.